# Предшколска установа „Ласта” Голубац
Предшколска установа „Ласта” Голубац почела је са радом 24. фебруара 1983. године у новоизграђеној згради вртића завршеној 1982. године. Прва директорка Дечијег вртића била је учитељица Љиљана Зарић.
Убрзо по почетку рада, Дечијем вртићу припојене су и предшколске групе у насељима Браничево, Клење, Шувајић и Кудреш које су до тада радиле у оквиру школа. Године 1989. припојени су школи у чијем саставу су били све до краја 1997. и од тада је то самостална установа.
Она обавља делатност васпитања и образовања предшколске деце узраста од 1‑6,5 година. Организује се:
- Целодневни боравак,
- Полудневни боравак,
- Припремни предшколски програм.

У погледу материјалне опремљености, Установа данас располаже најсавременијим средствима, како дидактичким тако и средствима информационе технологије што у великој мери доприноси још успешнијој реализацији васпитно – образовног рада. Свака радна соба опремљена је рачунаром и доступним Интернетом што васпитачима пружа могућност стручног усавршавања али индивидуализације рада и напредовања деце. Поред тога информационе техологије користе се и за презентацију рада васпитача и деце и боље упознавање са животом у колективу.